# Karnov
Karnov (カルノフ?, Karunofu) è un videogioco arcade del tipo a piattaforme prodotto dalla Data East nel 1987. Il protagonista, che dà il nome al gioco, è un mangiafuoco da circo che percorre luoghi fantasy alla ricerca delle parti di una mappa del tesoro.
Il videogioco è stato convertito successivamente per NES, Commodore 64, Amstrad CPC, PC IBM, Mac OS e ZX Spectrum. La Tiger Electronics realizzò anche un corrispondente gioco elettronico LCD portatile.

## Modalità di gioco
Il giocatore controlla Karnov, un muscoloso eroe a torso nudo, in un ambiente a piattaforme con visuale di profilo e scorrimento multidirezionale. Si devono attraversare una serie di scenari (9 nell'originale arcade) popolati da creature mostruose, al termine di ognuno dei quali si riceve un pezzo di mappa. Le ambientazioni variano e includono foreste, cittadelle, caverne, l'oceano. Il gioco ricorda Ghosts 'n Goblins per ambientazione e struttura, non offrendo particolari innovazioni, ma con una maggiore varietà di cose da scoprire e rompicapo da risolvere.
Normalmente Karnov può camminare e sparare palle di fuoco in orizzontale, saltare, salire scale verticali.
Si possono trovare diversi tipi di power-up, anche nascosti; mentre alcuni hanno effetto istantaneo (aumento della potenza di fuoco, vincita di una vita se si accumulano 50 "K"), altri vengono inseriti sotto forma di icone in un inventario alla base dello schermo e si possono selezionare e utilizzare, consumandoli, quando il giocatore lo desidera. Ci sono ad esempio stivali per aumentare temporaneamente la capacità di salto, bombe per distruggere nemici e muri, scale per raggiungere punti inaccessibili. In tutto sono 5 tipi di icone normali e altre 4 che diventano disponibili quando appropriato, e permettono anche di volare o nuotare.

## Popolarità del protagonista
Karnov, vero nome Jinborov Karnovski, protagonista del gioco e circense russo, divenne una figura popolare nel mondo dei videogiochi arcade del tempo, tant'è che la Data East lo promosse a mascotte dell'azienda.
Karnov appare quindi con un ruolo anche in altre opere:
- è un nemico nel videogioco Garyo Retsuden (1987)
- è il boss del primo livello nel videogioco Bad Dudes Vs. DragonNinja (1988)
- è un nemico nel videogioco Trio The Punch - Never Forget Me... (1990)
- è un nemico nel videogioco Tumblepop (1991)
- è il boss finale nel picchiaduro a incontri Fighter's History (1993)
- è un personaggio selezionabile e il boss finale nel videogioco Karnov's Revenge (1994), titolo europeo di Fighter's History Dynamite, seguito di Fighter's History